# Esporte Clube Ipitanga da Bahia Ltda
 (juillet 2025).
Si vous disposez d'ouvrages ou d'articles de référence ou si vous connaissez des sites web de qualité traitant du thème abordé ici, merci de compléter l'article en donnant les références utiles à sa vérifiabilité et en les liant à la section « Notes et références ».
Le Esporte Clube Ipitanga da Bahia Ltda est un club brésilien de football basé à Lauro de Freitas dans l'État de Bahia.

## Stade
L'Esporte Clube Ipitanga da Bahia dispute ses matchs à domicile à l'Estádio Municipal Pedro Amorim Duarte. Le stade a une capacité maximale de 6 000 personnes.